# Orca Mount
Orca Mount är ett berg i Antarktis. Det ligger i Västantarktis. Argentina, Chile och Storbritannien gör anspråk på området. Toppen på Orca Mount är 238 meter över havet. Orca Mount ingår i Princess Royal Range.
Terrängen runt Orca Mount är kuperad åt nordost, men åt sydväst är den platt. Havet är nära Orca Mount åt sydväst. Trakten är glest befolkad. Närmaste befolkade plats är Rothera Research Station, 7,0 km söder om Orca Mount.